# Dictyna flavipes
Dictyna flavipes là một loài nhện trong họ Dictynidae.
Loài này thuộc chi Dictyna. Dictyna flavipes được Hsen Hsu Hu miêu tả năm 2001.